# Анбоксинг
Анбоксинг (англ. unboxing, рус. распаковка) — зафиксированный в видео- либо фотосъёмке процесс распаковки нового товара, как правило из сферы потребительской электроники или цифровых технологий (например, мобильные телефоны, компьютерные игры, периферийные устройства). Английское слово «unboxing» состоит из приставки «un-», означающей отрицание, устранение или снятие, и слова «box» (коробка). Анбоксинг-распаковка товаров со временем стала популярна и стала жанром. Жанр анбоксинга существует преимущественно в интернете. Абсолютное большинство записей размещаются молодыми мужчинами.
Процесс обычно выглядит следующим образом: перед камерой производится аккуратное вскрытие упаковки, постепенное извлечение товара и демонстрация всех составляющих упаковки и комплектации, всех ракурсов товара. Первым видео на YouTube с анбоксингом считается вскрытие запакованного смартфона Nokia E61, загруженное 12 июня 2006 года. Тем не менее, есть и более старые видео с процессом анбоксинга, но в названии этот процесс указан как «открытие» и «распаковка». Согласно Google Trends, в поисковых запросах термин «анбоксинг» появился в 4 квартале 2006 года. По состоянию на 2010 год, рекордное видео этой категории имело более двух миллионов просмотров. Жанр привлёк внимание крупных корпораций: Samsung использовала его в рекламной кампании телефона Omnia.